# Växelförsedd turbofläktmotor

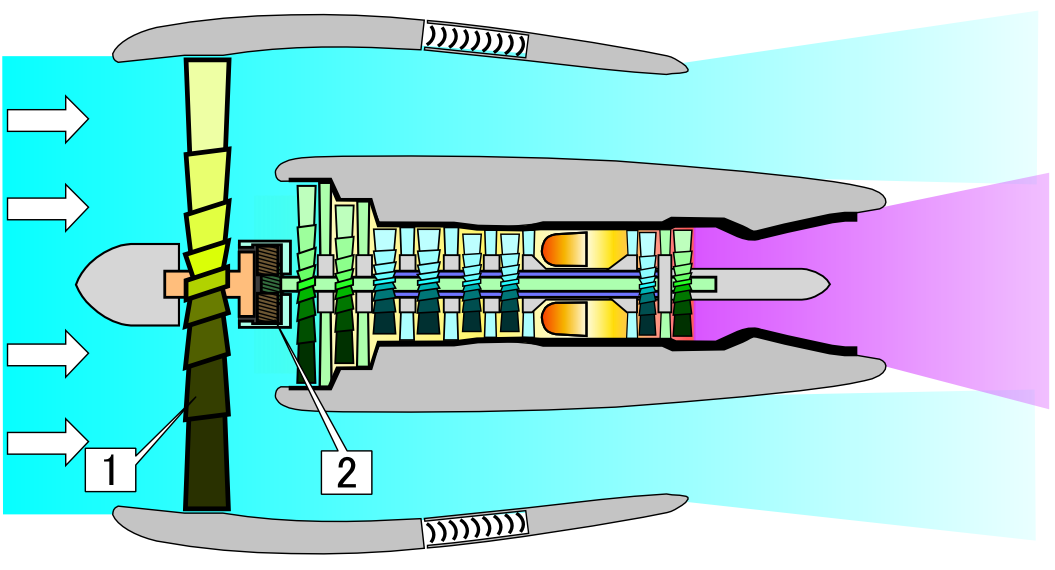
Växelförsedd turbofläktmotor
1: Fläkt
2: Växellåda

Schematisk skiss av en dubbelströmsmotor utan växel.
Obs! I och med att växel saknas roterar fläkten i samma hastighet som kompressor och turbin
1: Hölje
2: Fläkt
3 och 4: Kompressorer
5 och 6: Turbiner
7 och 8: Dysor

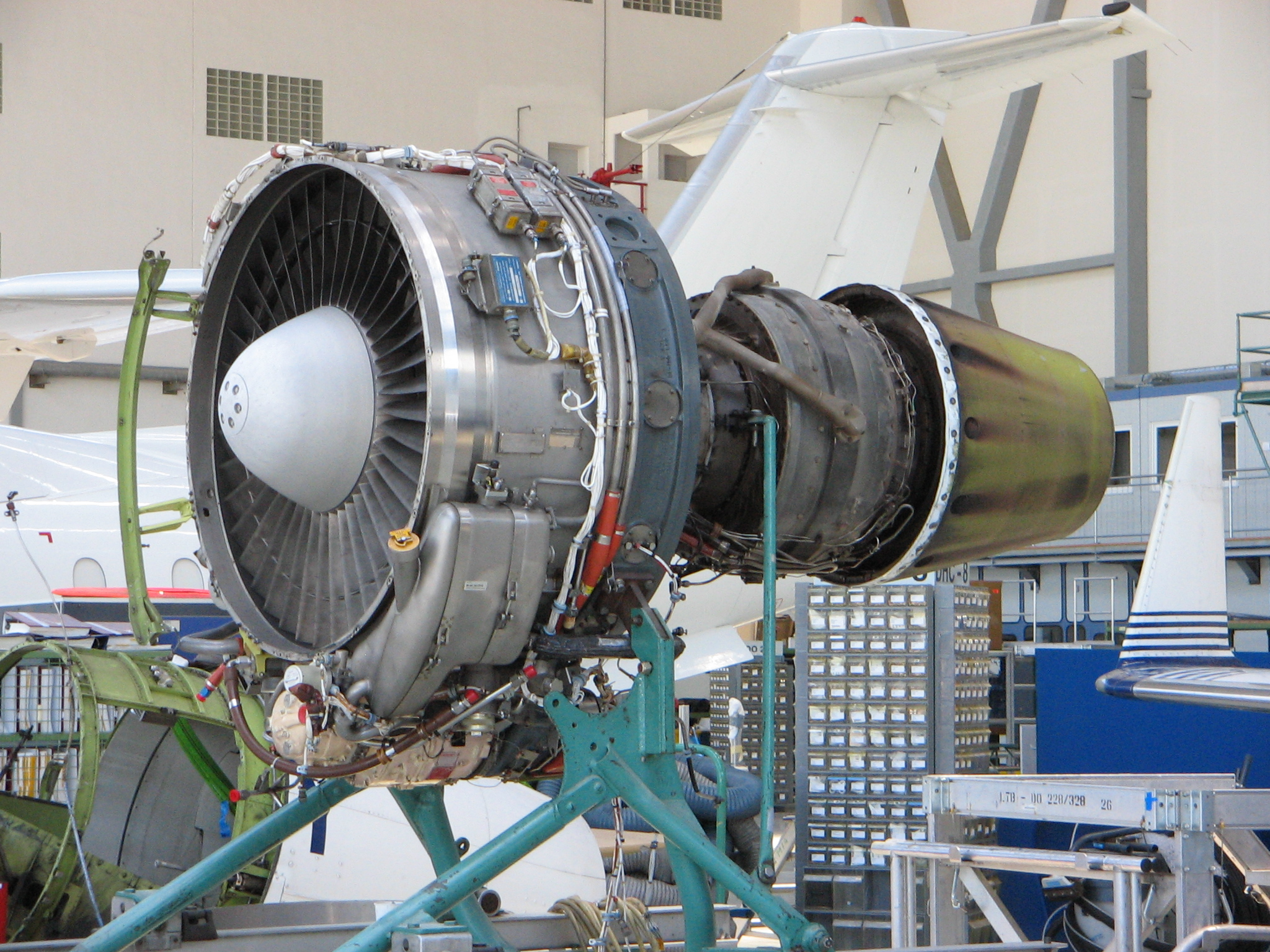
Den växelförsedda turbofläktmotorn Lycoming ALF 502

En växelförsedd turbofläktmotor är en turbofläktmotor, vilken är försedd med en planetväxel.
Turbofläktmotorer, eller dubbelströmsmotorer, har övertagit tidigare enkelströmsmotorer som de vanligaste motorerna för jetflygplan, som är avsedd att endast flyga i underljudshastighet. För flygplan som delvis används i överljudsfart är däremot turbofläktmotorn med sina stora fläktar för otympliga. Bränsleeffektivitet har varit det avgörande för denna utveckling, men även lägre bullernivå. Ju större diameter på luftintaget, desto högre fläktluftsflöde (bypass), och därmed sammanlagd större dragkraft per bränsleenhet.
Bypass-talet är förhållandet mellan den luftmängd som i motorn strömmar förbi kompressor och brännkammare, och den luftmängd som passerar genom kompressor och brännkammare. Ju större bypass-tal, desto bättre bränsleekonomi och desto lägre bullernivå. Av det skälet är det eftersträvansvärt att ha motorer med större luftintag och fläktar med större diameter. Med en konventionell turbofläktmotor uppstår dock ett svårt problem med större diameter. I en sådan motor drivs fläkten och kompressorbladen i motors kärna av samma axel i samma hastighet. Den optimala hastigheten för fläkten är dock lägre än den för kompressorn. Detta problem blir särskilt besvärande med en stor radie på fläkten, eftersom fläktbladens ytterkanter uppnår en allt högre radiehastighet ju större radien blir. I nya turbofläktmotorer är denna radiella hastighet nära ljudets hastighet, och en ytterligare ökning skulle ge ljudchocker och farliga vibrationer.
En möjlighet att öka fläktens storlek ytterligare är att ha en fläktaxel med lägre hastighet än kompressor/tubinaxelns, genom att lägga in växel däremellan. Detta har gjorts i turbinmotorer med mindre dragkraft, vilka framför allt används i turbopropellerplan och i mindre jetflygplan. Sådana motorer är Honeywells Honeywell TFE731 och Lycoming ALF 502, vilken senare certifierades 1980 och användes i British Aerospace BAe 146 och Bombardier Challenger 600. Däremot har det varit svårt att skala upp en växelkonstruktion till motorer med 30.000 hästkrafters dragkraft eller mer, vilka driver kommersiella flygplanstyper. Det rör sig stora mekaniska krafter.
Den första riktigt stora växelförsedda turbofläktmotorn är Pratt & Whitneys PW1000G, vilken certifierades av Federal Aviation Administration i USA i december 2014. Den har en by-passgrad på 12:1 och har bland annat beställts för ungefär en tredjedel av orderlagda Airbus A320neo.Växellådan i denna har komponenter av nickelbasera legeringar, medan fläktbladen görs av lätt aluminium-litiumlegering och turbinbladen av titaniumaluminid. Bränsleförbrukningen för en Airbus A320neo beräknas bli 15 % lägre än för en närmast tidigare Airbus A320-variant och också markant lägre bullernivå.